# 土佐林義雄
土佐林 義雄（とさばやし よしお、1887年〈明治20年〉8月 - 1957年〈昭和32年〉11月28日）は、　日本のアイヌ民族研究者。北海道大学教授。

## 来歴・人物
1887年8月、山形県米沢市に生まれる。
米沢中学校を経て、1909年4月に早稲田大学理工科予科入学。1911年9月に家事都合で中退後、1912年6月から同大理工科建築学研究室の佐藤功一の助手となり工芸美術を専攻。1915年1月から建築学会の書記となり、『建築雑誌』の編輯にあたる。
1922年4月から北海道大学予科の講師となり、図画を担当する。1940年9月から教授となり、高等官六等に叙される。1943年に従六位に叙される。1949年5月に同大教授を退官。
1950年に「北方民俗研究所」を設立。
1957年11月28日に札幌市において死去。享年70歳。

## 土佐林コレクション
土佐林コレクション（土佐林義雄コレクション）は、土佐林の死後、1962年10月、1985年5月の2度に渡って、遺族から早稲田大学に寄贈された、アイヌの衣服・服飾品を中心とするアイヌ資料集である。
1939年8月頃、北海道大学在職中の土佐林はアイヌ文様の研究を思い立ち、工芸美術の視点からアイヌなどの北方少数民族の工芸や文化の研究を始め、同時に多くの民俗資料の蒐集・調査をしていた。土佐林は、日高を中心にコタンの古老の家々を訪ね、懇請して各種資料を譲り受け、資料が譲られない場合には、同じものを作ってもらうか、ノートや写真に記録するかして集めた。
現在、土佐林コレクションは早稲田大学會津八一記念博物館に収蔵されている。

### 調査・研究
1940年度から3年間、「アイヌ服飾文様発達の経路」と題する研究で、日本学術振興会の補助を受けている。
また、1988年度から2年間、村井不二子、日野伊久子、菊地美知子、谷井淑子による土佐林コレクションの実測調査「アイヌ衣服の復元的調査研究」が行われ、日本学術振興会の助成を受けている。

### 展示（企画展など）
1995年10月11日から同年10月28日まで、「アイヌ衣服の復元的調査研究」の一環として、昭和女子大学光葉博物館において『アイヌ民族の服飾展 その“わざ”と“美”』が開催される。
1998年には、アイヌ文化振興・研究推進機構の展示事業として、旭川市博物館（1月11日～1月25日）・アイヌ民族博物館（2月1日～2月22日）・帯広百年記念館（3月1日～3月15日）の3ヶ所において、『アイヌの美・装い～土佐林コレクションの世界～』展が開催される。
2004年11月29日から同年12月18日まで、早稲田大学會津八一記念博物館で企画展『アイヌ民族の美の世界 ―土佐林コレクションに見る―』が開催される。
2007年11月26日から同年12月15日まで、早稲田大学會津八一記念博物館で企画展『東アジアの中のアイヌ文化』が開催される。
2016年から2017年にかけて、早稲田大学・美濃加茂市文化交流事業として、美濃加茂市民ミュージアム（2016年12月10日～2017年1月29日）及び早稲田大学大隈記念タワー（2017年2月8日～同年3月7日）の2ヶ所において、「モノを蒐めるまなざし」展が開催され、土佐林コレクションも展示される。

## 著作

### 著書
- 『北海道帝国大学写真』土佐林義雄、1938年2月。 NCID BA73759371。全国書誌番号:84090250。
- 北方風物編輯部 編「文様探索行」『北の旅 ――北方風物叢書・第三輯――』北方書院、1949年2月、17-39頁。 NCID BN12037240。NDLJP:10263786/14。
- 『アイヌ民族の墓標』北方民俗研究所、1952年3月。 NCID BA80557311。
- 『古代気象の羅と布 日本古代地名研究』北方民俗研究所、1955年6月。 NCID BA67169511。
- 『万葉の再発見――地名とその枕詞 日本古代地名解析』北方民俗研究所、1956年10月。 NCID BB01826823。
- 『冷寒凍語彙と古代地名』北方民俗研究所、1958年8月。 NCID BA8198956X。

### 論文
- 「アイヌ文身文様の構成」『民族学研究』第13巻第4号、日本文化人類学会、1949年、382-388頁、doi:10.14890/minkennewseries.13.4_382、NAID 110001100317。
- 「アイヌ民族の墓標」『民族学研究』第16巻第3･4号、日本文化人類学会、1952年、286-299頁、doi:10.14890/minkennewseries.16.3-4_286、NAID 110001835627。
- 「風語解析」『天気』第1巻第3号、日本気象学会、1954年7月、79-85頁、NAID 40018075567。